# Carl Henriksson Horn

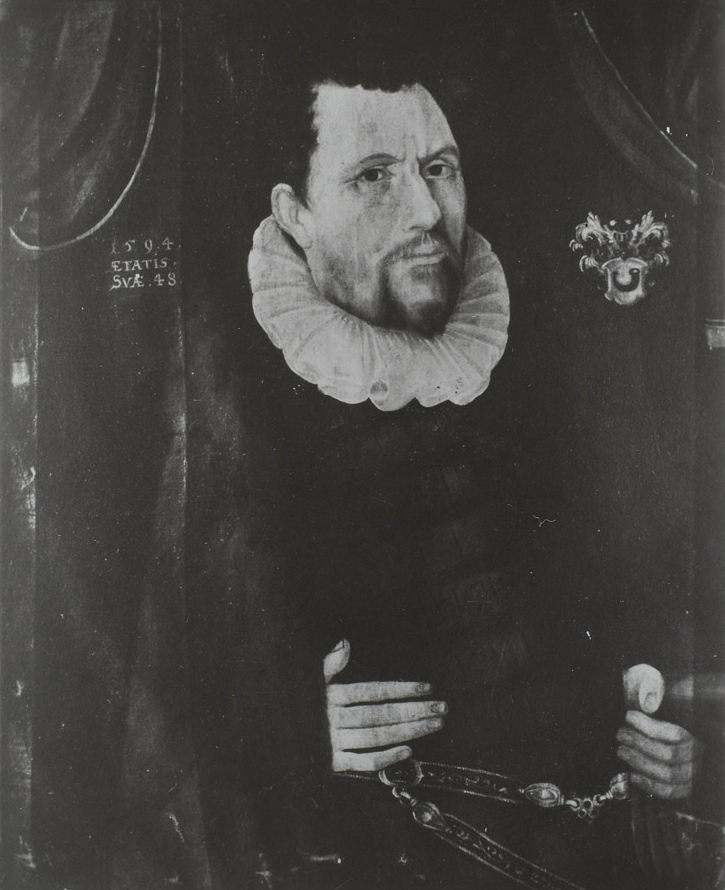
Karl Henriksson Horn (1584)

Carl Henriksson Horn zu Kanckas (schwedisch Karl Henriksson Horn af Kanckas; finnisch Kankaisten kartanon Kaarle Henrikinpoika Horn; * 1550 in Kankas; † 16. Mai 1601 in Burtneck) war ein schwedischer Feldmarschall und Staatsmann.

## Leben

### Herkunft und Familie

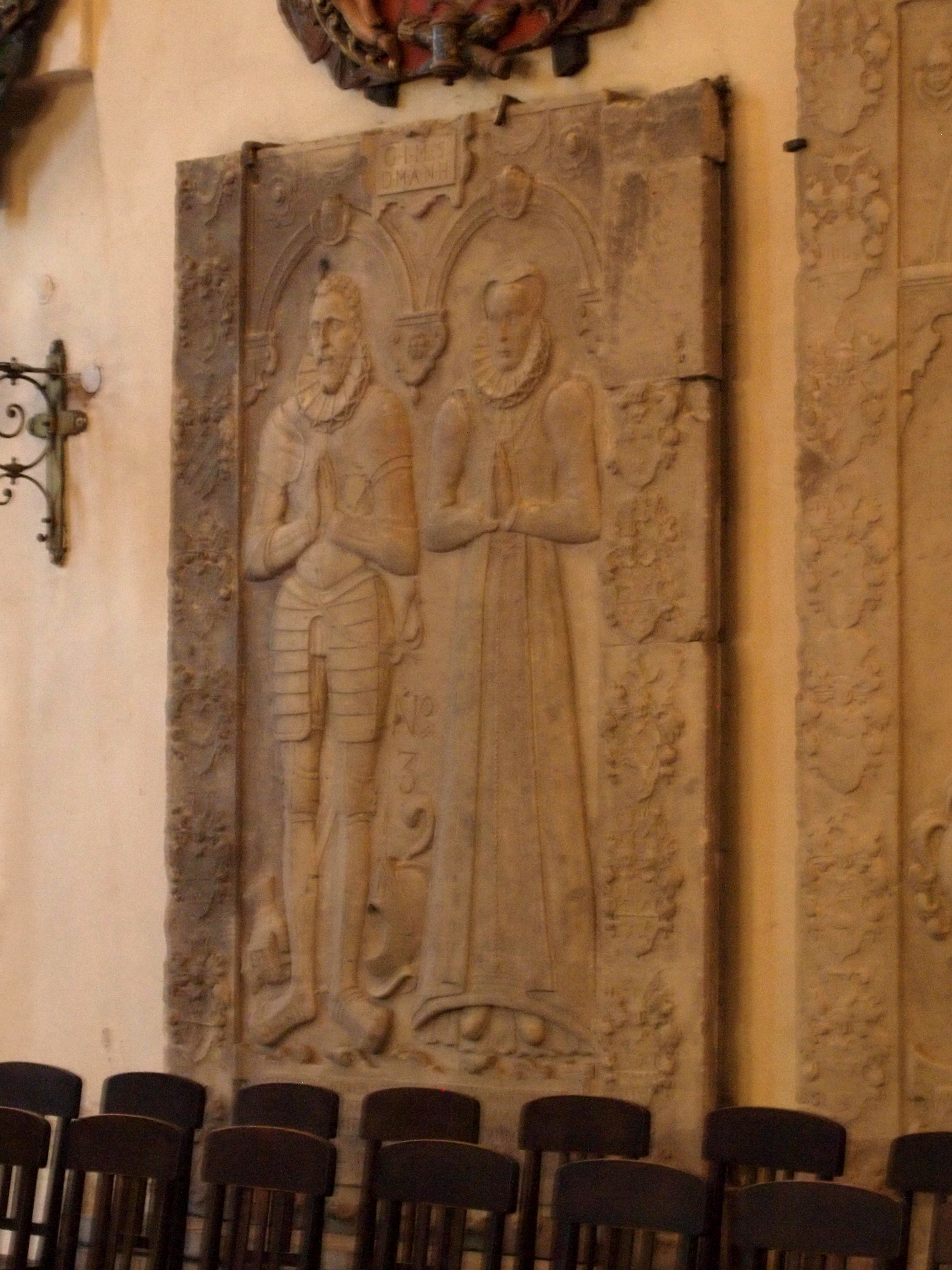
Grabmal der Eheleute Horn im Dom zu Reval

Carl war Angehöriger des finnisch-schwedischen Adelsgeschlechts Horn af Kanckas. Er war ein Sohn des schwedischen Staatsmannes Henrik Klasson Horn (1512–1595) und der Elin Arvidsdotter, geborene Stålarm († 1577). Carl vermählte sich 1577 in Reval mit Agneta von Dellwig († 1611). Aus der Ehe gingen fünf Töchter und sechs Söhne hervor, darunter:
- Henrik (1578–1618), schwedischer Diplomat
- Klas (1583–1632), Generalgouverneur von Schwedisch-Pommern
- Evert (1585–1615), schwedischer Feldmarschall.
- Gustaf Graf von Björneborg (1592–1657), schwedischer Feldmarschall

### Werdegang
Horn war ein gebürtiger Finnländer, der in seiner Heimat später auch Feldkommandant und Lagman wurde. Er war ein wichtiger Akteur im Livländischen Krieg, konnte sich bei der Verteidigung von Reval 1570 sowie als Unterkommandant von Pontus De la Gardie bei den Kampagnen gegen Narwa 1579 und 1581 auszeichnen. Horn war von Januar 1576 bis Mai 1578 sowie erneut von 1600 bis zu seinem Tod schwedischer Statthalter in Reval bzw. schwedischer Gouverneur in Estland. Zu Beginn des Feldzuges gegen Polen wurde er tödlich verwundet. Sein Grabmal ist im Dom zu Reval erhalten.